# 尾西鉄道デボ200形電車
尾西鉄道デボ200形電車（びさいてつどうデボ200がたでんしゃ）は、尾西鉄道が新製した木造四軸ボギー車。

## 沿革
1923年（大正12年）にデボ201 - 207の7両が日本車輌製造で新製された。1925年（大正14年）に尾西鉄道は（旧）名古屋鉄道に吸収合併されたが、本形式は車番・車種記号ともに変化はなかった。
後年、デボ201・202の2両が柳橋駅－下呂駅直通列車用の特別仕様車に改装され、デボ250形251・252と改称・改番された。デセホ750形755・756と同様に車内の中央部客用扉より半室を畳敷き仕様に改装したのに加え、貫通路やトイレなどが設置され、1933年（昭和8年）7月よりデセホ750形に代わり運行された。その後1940年（昭和15年）に高山本線直通列車が土曜・休日の運行から毎日1往復の運行になると、同列車には鉄道省の客車が使用されることになり、高山線直通運用から外れた本形式はトイレなどを撤去し一般運用に戻された。

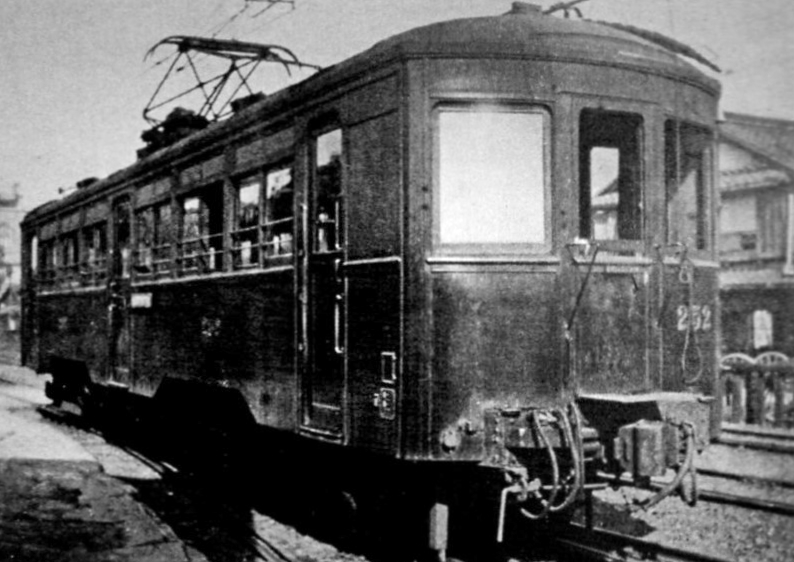
デボ250形252（旧デボ200形202）

現・名古屋鉄道（名鉄）設立後にモ200形・モ250形と改称され、戦後は600V線区の瀬戸線、蒲郡線、西尾線で使用された。その後支線区の架線電圧1500V昇圧に伴い、最終的には全車が揖斐線・谷汲線に集結し、1966年（昭和41年）に全廃された。
なお廃車直前の1965年（昭和40年）にモ205が制御車化されク2050形（2代、2051）となっていた。